# Naurath (Wald)
Naurath település Németországban, Rajna-vidék-Pfalz tartományban. Lakosainak száma 242 fő (2023. december 31.).

## Népesség
A település népességének változása:
| Lakosok száma | 201  | 230  | 219  | 212  | 217  | 217  | 242  |
|               | 1975 | 2014 | 2017 | 2019 | 2021 | 2022 | 2023 |